# شدو جنریشنز
شدو جنریشنز (به انگلیسی: Shadow Generations) یک بازی پرشی توسعه‌یافته توسط سونیک تیم می‌باشد که در سال ۲۰۲۴ توسط سگا منتشر گردید. این بازی پس از شدو خارپشت (۲۰۰۵) دومین بازی در مجموعهٔ سونیک خارپشت می‌باشد که در آن شدو نقش پروتاگونیست را برعهده گرفته‌است. لول‌ها و غول‌های آخر شدو جنریشنز درست مانند سونیک جنریشنز از بازی‌های پیشین گرفته شده‌اند؛ این بازی حاوی لول‌ها و مکانیک‌های بازی منتشر شده بعد از سونیک جنریشنز نیز می‌باشد.